# Jan Van Bavel
Jan Van Bavel is een Belgisch socioloog. Van 2005 tot 2011 was hij professor demografie en onderzoeksmethoden aan de Vrije Universiteit Brussel. Sinds oktober 2011 is hij hoogleraar aan de KU Leuven. Hij doet vooral onderzoek naar oorzaken en gevolgen van de daling van de vruchtbaarheid in Europa vanaf de 19de eeuw tot nu.

## Publicaties
- Van Bavel, J. (2001) Family control, bridal pregnancy, and illegitimacy. An event history analysis in Leuven, Belgium, 1846-1856, Social Science History, 25(3), 449-479.
- Van Bavel, J. (2002) Van natuurlijke naar gecontroleerde vruchtbaarheid? Geboortebeperking in Leuven, 1846-1910. Leuven: Universitaire Pers Leuven. (Sociologie Vandaag 6)
- Van Bavel, J. (2003) Met negen miljard aan tafel, Karakter. Tijdschrift van wetenschap, 1(1), 10-12.
- Van Bavel, J. (2004) Deliberate birth spacing before the fertility transition in Europe: evidence from nineteenth-century Belgium. Population Studies, 58(1), 95-107.
- Van Bavel, J. & J. Kok (2005) The role of religion in the Dutch fertility transition: starting, spacing, and stopping in the heart of the Netherlands, 1845-1945, Continuity and Change. A Journal of Social Structure, Law and Demography in Past Societies, 20(2), 247-263.
- Van Bavel, J. (2006) The effect of fertility limitation on intergenerational social mobility: the quality-quantity trade-off during the demographic transition, Journal of Biosocial Science, 38(4), 553-569.
- Van Bavel, J. (2007) The decline of illegitimacy and the control of marital fertility during the demographic transition. Testing the innovation-diffusion hypothesis using cohort fertility data from a Belgian town, 1850-1910. Historical Social Research, 32 (2), 42-67.
- Van Bavel, J. (2007) Gezinsbeleid als bevolkingspolitiek: terug van weggeweest? in R. Bulckens, D. Mortelmans, M.-T. Casman, & C. Simaÿs (red.), Families in beweging. Een gezinsbeleid op maat? (pp. 270-276). Brussel: Luc Pire/Tournesol/Staatssecretariaat voor het Gezin en Personen met een Handicap.
- Surkyn, J., P. Deboosere, and J. Van Bavel, eds. (2008). Demographic Challenges for the 21st Century. A State of the Art in Demography. Brussel: VUBPress.
- Kok, J. & J. Van Bavel, red. (2010) De Levenskracht der bevolking. Sociale en demografische kwesties in de Lage Landen tijdens het Interbellum. Leuven: Universitaire Pers Leuven.